# Kirchenprovinz Bamberg
Die Kirchenprovinz Bamberg ist eine Kirchenprovinz der römisch-katholischen Kirche in Deutschland.

## Geografie
Die Kirchenprovinz hängt geografisch nicht zusammen. Der größte Teil umfasst mit den Bistümern Bamberg, Eichstätt und Würzburg den bayerischen Landesteil Franken, sowie das nördlichste Oberbayern. Den anderen Teil der Provinz bildet das Bistum Speyer, das die Pfalz (Bayern) in Rheinland-Pfalz, sowie östliche Teile des Saarlands umfasst.

## Gliederung
Zur Kirchenprovinz Bamberg gehören folgende Diözesen:
- Erzbistum Bamberg
  - Bistum Eichstätt
  - Bistum Speyer
  - Bistum Würzburg

## Geschichte

### Entwicklung
Auf der Reichssynode in Frankfurt (Main), die am 1. November 1007 begann, erwirkte König Heinrich II. die Gründung des Bistums Bamberg aus Teilen von Würzburg und Eichstätt. Das Bistum war Rom unmittelbar unterstellt (exemt), gehörte aber formal zur Kirchenprovinz Mainz. Nach der Säkularisation wurde das Bistum aufgrund des Bayerischen Konkordats von 1817 Sitz eines Erzbischofs und Metropoliten. Als Suffraganbistümer wurden der Metropolie Bamberg die Bistümer Eichstätt, Speyer und Würzburg zugewiesen.

### Metropoliten
- 1818–1824 Joseph Graf von Stubenberg
- 1824–1842 Joseph Maria Freiherr von Fraunberg
- 1842–1858 Bonifaz Kaspar von Urban
- 1858–1875 Michael von Deinlein
- 1875–1890 Friedrich von Schreiber
- 1890–1905 Joseph von Schork
- 1905–1912 Friedrich Philipp von Abert
- 1912–1943 Johann Jakob von Hauck
- 1943–1955 Joseph Otto Kolb
- 1955–1976 Josef Schneider
- 1977–1994 Elmar Maria Kredel
- 1995–2001 Karl Braun
- 2002–2022 Ludwig Schick
- seit 2024 Herwig Gössl